# Agétor
Agétor (griego antiguo: Ἀγήτωρ) o, alternativamente, Hegétor (en griego: Hγήτωρ), que significa guía o conductor, era un epíteto dado a varios dioses de mitología griega, principalmente Zeus, en Esparta. Este epíteto también se aplica a dos de sus hijos, Apolo, el patrón de las artes, y Hermes, quién conduce las almas humanas al Inframundo. Bajo este nombre Hermes tuvo una estatua en Megalópolis.